# Palorus depressus
Palorus depressus är en skalbaggsart som först beskrevs av Fabricius 1790.  Palorus depressus ingår i släktet Palorus, och familjen svartbaggar. Arten är reproducerande i Sverige.